# ズアカコマドリ
ズアカコマドリ（頭赤駒鳥、学名：Larvivora ruficeps）とは、スズメ目ヒタキ科に分類される鳥類の一種である。

## 形態
体長は15cmである。
オスは、頭頂から後頭がオレンジ色で喉は白色である。目先や過眼線などの喉の縁は黒い。体上面から胸の上部と脇は灰色で、体下面は白い。尾羽は赤褐色で末端は黒色である。
メスは、コルリのメスに似ているが頬がコルリのメスより濃く、尾羽は赤味がかる。喉にまだら模様が入っている。

## 分布
主に中国の陝西省、四川省北部にある九寨溝などで繁殖し、マレーシアで越冬する。カンボジアで記録があることから、渡りではカンボジアを通過していると推定されている。

## 生態
世代の長さは、4.2年である。
主に標高2400-2800mの狭い谷などにある、針葉樹と落葉樹の混ざった森林や低木地の地面、内陸の湿地に生息している。
収集した個体の胃の中でミミズと植物の破片が見つかったが、何を摂食しているかについて詳しい事は知られていない。

## 人間との関係
2007年には人間にオス2羽が捕獲され、ウェブサイトを介して販売された。生息地のある四川省では森林の木が伐採され、九寨溝では洪水を防止するダムが建設された。これらの生息地の劣化が個体数に影響しているとみられている。
個体数は1,500-3,800羽と推定され、国際自然保護連合のレッドリストでは2013年から絶滅危惧種のEN（ENDANGERED）に指定されている。